# PHotoEspaña
PHotoEspaña est un festival international de photographie et d'arts visuels qui a lieu tous les ans à Madrid de juin à juillet.

## Histoire
Le festival est créé en 1998 et a pris de plus en plus d'importance au fur et à mesure des années. Francis Hodgson du Financial Times écrit d'ailleurs en 2014 que PHotoEspaña donne à tous les festivals de photographie du monde un standard auquel tendre.
En 2013, l'institution reçoit la Médaille d'or du mérite des beaux-arts par le Ministère de l'Éducation, de la Culture et des Sports.
En février 2021, le festival ouvre dans le barrio de las Letras, un quartier du centre de Madrid, la PHotoEspaña Gallery, qui devient son siège et fonctionne comme espace d'exposition permanente,.

## Lieu

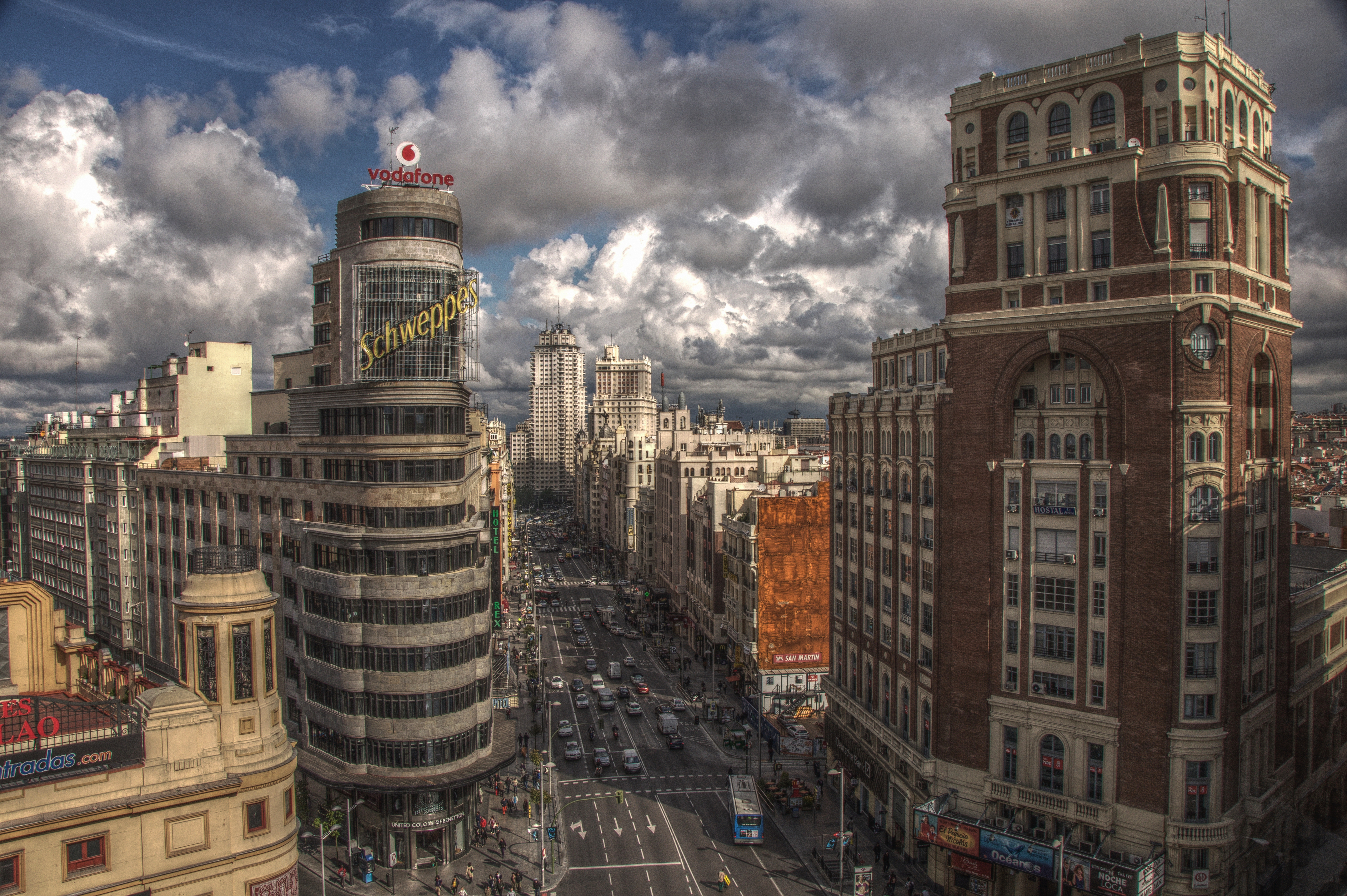
Les expositions de PHotoEspaña ont lieu dans tout le centre ville de Madrid.

PHotoEspaña n'a pas lieu dans une enceinte fermée, mais est dispersé dans toute la capitale espagnole. Par ailleurs, certaines manifestations ont eu lieu à Tolède, Aranjuez, Paris, Lisbonne ou Cuenca.
Le cœur de PHotoEspaña se situe tout le long du Paseo de la Castellana, la principale artère de la ville qui possède une zone piétonne au milieu, où sont exposées les principales œuvres de la Section officielle. Mais chacune des expositions se présente dans les principaux musées, salles et galeries d'art de Madrid, mais aussi dans certains cafés culturels. Les lieux traditionnels sont la Casa de América (es), le musée national centre d'art Reina Sofía, le musée Thyssen-Bornemisza, le Círculo de Bellas Artes, le Centre Culturel Conde Duque, la Fondation Telefónica, la Fondation Canal, le Teatro Fernán Gómez (es), le Jardin botanique royal de Madrid, le long du Paseo del Prado et parfois le musée du Prado.

## Le festival
Lors des dernières années, le festival a attiré près de 500 000 personnes, ce qui fait de ce festival la manifestation culturelle la plus populaire du pays.
Chaque édition est thématique et divise sa programmation en « Sección Oficial » (« Section officielle », qui inclut des musées, institutions et grands centres d'expositions) et « Festival Off » (où participent des galeries d'arts et autres espaces).
Les expositions montrent les dernières tendances dans le monde de la photographie et des arts visuels au publics et aux spécialistes : les projets photographiques et les installations vidéo et photographie des artistes visuels nationaux et internationaux.

## Les prix PHotoEspaña
PHotoEspaña octroie chaque année différents prix afin de récompenser les productions les plus remarquables de l'année ainsi que la trajectoire professionnelle d'un photographe.
Prix PHotoEspaña
Récompense la trajectoire professionnelle d'un photographe national ou international.
Plusieurs photographes célèbres ont ainsi été honorés : Bernard Plossu (français), Alberto García-Alix (espagnol), Thomas Ruff (allemand), Graciela Iturbide (mexicaine), Malick Sidibé (malien), Martin Parr (britannique), Robert Frank (américain), Hiroshi Sugimoto (japonais), William Klein (américain), William Eggleston (américain), Helena Almeida (portugaise), Nan Goldin (américaine), Duane Michals (américain), Chema Madoz (espagnol), Luis González Palma (guatémaltèque) et Josef Koudelka (français).
Prix Bartolomé Ros
En hommage au photographe espagnol Bartolomé Ros (es) (1906-1974), récompense la trajectoire professionnelle d'un photographe espagnol ou d'une institution espagnole.
Plusieurs photographes et institutions ont ainsi été honorés : Carlos Pérez Siquier, la Fondation Foto-Colectania, Chema Madoz (également récompensé par le prix PHotoEspaña), Chema Conesa (es), Isabel Muñoz, Ricard Terré, Marta Gili, Javier Vallhonrat, Alejandro Castellote, la librairie Kowasa, Joan Fontcuberta, Alberto García-Alix (également récompensé par le prix PHotoEspaña), Juan Manuel Castro Prieto, Ramón Masats, Cristina García Rodero et Publio López Mondéjar (es).
Prix Descubrimientos PHE
Soit « Prix Découvertes PHE ». Ce prix récompense l'auteur national ou international qui a présenté le meilleur projet lors des visionnages de portfolios organisés par le festival.
Plusieurs photographes ont ainsi été honorés : Nancy Newberry, Yaakov Israel, Fernando Brito, Vanessa Winship, Alejandra Laviada, Yann Gross, Harri Pälviranta (fi), Stanislas Guigui, Vesselina Nikolaeva, Comenius Röthlisberger, Pedro Álvarez, Sophie Dubosc, Juan de la Cruz Megías, Paula Luttringer et Matías Costa.
Prix PHE al Mejor Libro de Fotografía del año
Soit « Prix PHE au Meilleur livre de photographie de l'année ». Récompense la meilleure publication de photographie nationale ou internationale publiée lors de l'année précédente, ainsi que la maison d'édition la plus distinguée.
Les livres espagnols suivants ont été récompensés : Urbes Mutantes 1941-2012 : Latin American Photography, de RM/Toluca Éditions et The Little Black Jacket de Steidl. Par ailleurs, la maison d'édition internationale Hatje Cantz a été récompensée.
Prix Festival Off
Un jury d'experts choisit la galerie qui a montré la meilleure exposition du Festival Off.
La Galerie Max Estrella a ainsi été récompensée pour l'exposition Humanæ d'Angélica Dass.
Prix PHotoEspaña OjodePez de Valores Humanos
Soit « Prix PHotoEspaña OjodePez des Valeurs humaines ». Le festival s'associe à la revue OjodePez pour récompenser un travail de photographie documentaire où ressortent les valeurs de solidarité, éthique, justice et courage.
Manuel Zamora l'a déjà gagné avec sa série Aparkados los sueños.
Prix du Public
Les visiteurs du festival élisent chaque édition leur exposition préférée de la Section officielle.